# كلادوميليا أكرماني
كلادوميليا أكرماني هو نوع من العناكب ضمن عائلة العنكبوت النساج الجرماني، أراناداي، الموجود في جنوب إفريقيا.  عائلة العنكبوت أراناداي، موجدت في جنوب أفريقيا. وهي نوع من أنواع كلادوميليا، بما في ذلك ج.أكرماني، هي «عناكب بولاس». تلتقط الإناث البالغات فريستها باستخدام قطرة لزجة في نهاية السطر الفردي الذي تتأرجح فيه، وعادة ما تصطاد ذكور العثة التي تجذبها إطلاق نظير من فرمون الجنس الجذاب الذي تنتجه أنثى العثة اليافعون والبالغون من ذكور العناكب البولا لا يستخدمون البراغي، حيث يصطادون الفريسة بأرجلهم وحدها.

## التصنيف
أنواع كلادوميليا هي عناكب بولاس، وعلى الرغم من أن الجنس لم يتم تضمينه في دراستين عن التطور الجزيئي ذي الصلة في عامي 2014 و 2020 أنه من المتوقع أن تكون جزءًا من "mastophorines" ، الموضوعة في الفصيلة الفرعية Cyrtarachninae s.l.

## مكان عيشها
كلادوميليا كرماني موطنها جنوب إفريقيا
تم تسجيله من الأراضي العشبية في كوازولو ناتال، حول بيترماريتسبورغ.